# Af Chapman
L’Af Chapman est un trois-mâts carré à coque acier, amarré sur la rive ouest de l'île de Skeppsholmen, au centre  de Stockholm, servant d'auberge de jeunesse.
C'est le troisième du nom après les deux frégates construites en 1803 et 1830.

## Histoire
Ce voilier a été construit en 1887-1888 au port de Whitehaven, dans le comté de Cumbria, Royaume-Uni. Il a été lancé en mars 1888 pour l'armateur irlandais Charles E. Martin & Co de Dublin, sous le nom de Dunboyne, une ville du comté de Meath en Irlande. Son voyage inaugural le mena à Portland (Oregon), aux États-Unis, puis il fait la route entre l'Australie et les ports de Manchester et Liverpool. 
Jusqu'en 1923, il navigua pour différentes compagnies avant de passer sous pavillon suédois.
En 1908, il a comme port d'attache Porsgrunn, pour l'armateur norvégien Leif Gundersen qui le cède, en 1915, à un autre armateur norvégien, Emil Knudsen, de Lillesand. 
La même année, la société suédoise Rederi AB Transatlantic de Göteborg le rachète, le nomme G.D. Kennedy et en fait un navire-école pour reprendre la route d'Australie.
En 1923, la marine royale suédoise acquiert le navire et le nomme Af Chapman, du nom de Frédéric Henry de Chapman (1721-1808), vice-amiral suédois d'origine britannique, et s'en sert comme navire-école militaire jusqu'à son dernier voyage le 27 septembre 1934.
Durant la Seconde Guerre mondiale, il servira de caserne flottante pour les marins du port de Stockholm. En 1947, la ville de Stockholm en fait un bateau-musée.
En 1949, l’Af Chapman est reconverti en auberge de jeunessede 285 lits sous la gestion de l'Association touristique suédoise.
Le navire subit en 2008 une importante révision en cale sèche puis reprend son emplacement habituel à Skeppsholmen, à proximité de la Maison de l'Amirauté.  Il est parfaitement entretenu tout au long de l'année, comme le montre un documentaire d'Arte diffusé en juin 2011.

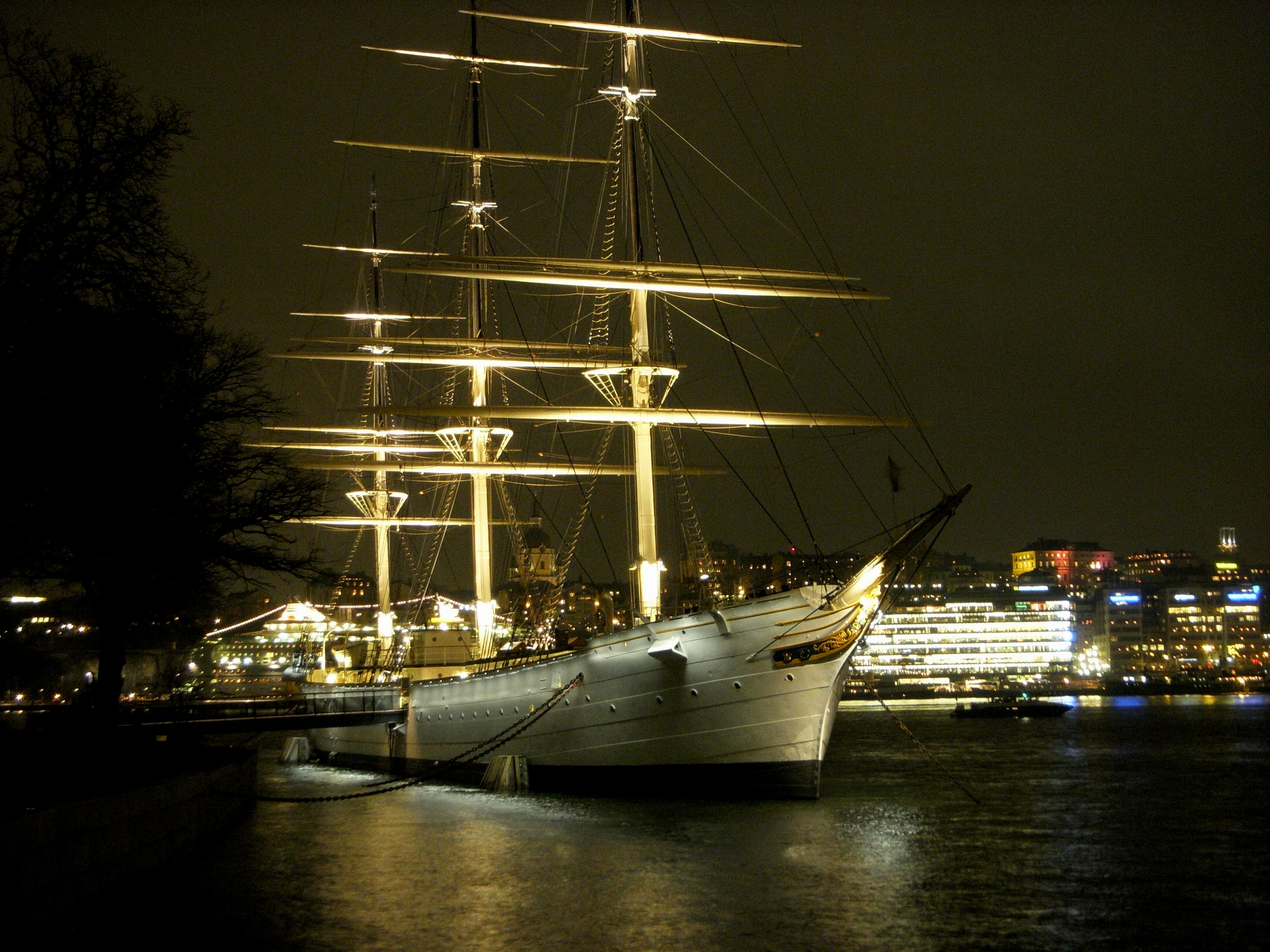
L’Af Chapman à Stockholm.